# Że życie ma sens
Że życie ma sens – polski niezależny film dramatyczny z 2000 roku. Wyprodukowany został przez offową grupę Sky Piastowskie, a wyreżyserowany przez Grzegorza Lipca. W roku 2001 prezentowany podczas festiwalu filmowego „Młodzi i Film” w Koszalinie, gdzie otrzymał nagrodę Grand Prix „Wielki Jantar”.
Jest to jeden z najbardziej znanych filmów offowych, który trafił do oficjalnej dystrybucji. W rankingu magazynu filmowego „Cinema” film znalazł się pośród „10 filmów, które miały wpływ na ukształtowanie polskiego kina niezależnego”. Scenariusz do filmu powstawał przez trzy miesiące, a same zdjęcia trwały dwa lata.
Pierwszy klaps padł 18 grudnia 1998 roku na terenie Elektrociepłowni Zielona Góra. Realizowano tam eksperymentalną sekwencję „wojny atomowej”, która pojawia się na początku filmu. Sekwencja była realizowana z użyciem efektów pirotechnicznych. Aktorzy byli przebrani w wojskowe stroje OP-2. Montaż sekwencji „T4” był montowany komputerowo z użyciem prymitywnego systemu montażowego.
Montaż filmu trwał 3 miesiące w Polkowickiej Telewizji Kablowej. W 2000 roku film został skrócony i przemontowany na podstawie reakcji i uwag widzów na przedpremierowe pokazy.

## Fabuła
Akcja filmu rozgrywa się na Osiedlu Piastowskim w Zielonej Górze. Grupa przyjaciół z podwórka znajduje sposób na prowincjonalną stagnację w amatorskiej twórczości filmowej. Ich najnowszy obraz jest u progu wyjścia poza betonowe blokowisko. Niespodziewanie pojawia się chłopak z sąsiedztwa z nowymi pomysłami. Oprócz kolorowych laserów imprez techno, wesołych wieczorów w osiedlowej knajpie i rozrywkowych znajomych oferuje eksperymenty z narkotykami.

## Obsada
- Grzegorz Lipiec – Lipa
- Krzysztof Czarkowski – Vincent
- Piotr Materna – Piter
- Jarosław Sokołowski – Jarek
- Jacek Hryszko – Jaca
- Wojciech Wołoszyn – Bono
- Marcin Chamera – Diler
- Tomasz Burka – Oberdiler
- Jacek Katarzyński – Poeta